# موچز (دهانه)
موچز یک دهانه برخوردی در ماه‌ است.

## دهانه‌های اقماری
این دهانه ۶ دهانه اقماری دارد.
| Mouchez | عرض جغرافیایی | طول جغرافیایی | قطر          |
| ------- | ------------- | ------------- | ------------ |
| A       | ۸۰.۸° N       | ۲۹.۹° W       | ۵۱.۰ کیلومتر |
| C       | ۷۷.۴° N       | ۲۶.۰° W       | ۱۳.۰ کیلومتر |
| B       | ۷۸.۲° N       | ۲۲.۸° W       | ۸.۰ کیلومتر  |
| J       | ۷۹.۴° N       | ۳۸.۲° W       | ۱۷.۰ کیلومتر |
| M       | ۸۰.۲° N       | ۴۹.۳° W       | ۱۷.۰ کیلومتر |
| L       | ۷۸.۶° N       | ۴۰.۳° W       | ۲۰.۰ کیلومتر |